# Aeschynomene falcata
Aeschynomene falcata är en ärtväxtart som först beskrevs av Jean Louis Marie Poiret, och fick sitt nu gällande namn av Dc. Aeschynomene falcata ingår i släktet Aeschynomene och familjen ärtväxter.

## Underarter
Arten delas in i följande underarter:
- A. f. falcata
- A. f. hassleri
- A. f. minor